# František Révay
František Révay (1489 – 1. listopadu 1553, Bratislava) byl turčianský župan, personální soudce Uherského království a palatinský místodržící.

## Životopis
František I. se narodil jako syn Ladislava Révaye z Aranyánu a Anny Esteleki (Eszteleky). Po smrti otce se v roce 1519 stal osobním tajemníkem nového palatina Štěpána Bátoryho. V roce 1526, po prohrané moháčské bitvě, po níž zahynul uherský a český král Ludvík Jagellonský, se spolu s palatinem postavil na stranu Habsburků. 16. prosince 1526 sehrál v Bratislavě významnou roli při zvolení Ferdinanda I. Habsburského za uherského krále. Po jeho korunovaci se stal personálním soudcem Uherského království. Tento post zastával až do roku 1542, kdy byl vzhledem k tomu, že již přes 10 let nebyl post palatina obsazen, jmenován palatinským místodržícím (propalatinem). V této nové funkci převzal všechny úkoly v oblasti palatinského soudnictví. Z dlouhodobého hlediska bylo pro celý jeho rod velmi důležité získání funkce župana Turčianské župy v roce 1532.
Ferdinand I. ho kromě významných soudních funkcí odměnil za jeho zásluhy i darováním poloviny sklabinského hradu a panství v roce 1527. Druhou polovinu tohoto panství definitivně získal v roce 1540. Blatnické hradní panství získal v roce 1539. V roce 1545 daroval svému bratrovi Štěpánovi část získaného majetku v Turčianské župě: Trebostovo, Jahodníky a podíly v Bystričce, Necpalech a Žabokrekách.
Zemřel 1. listopadu 1553 v Bratislavě, pohřben byl v kostele sv. Martina v Martině. Ve svatyni kostela se zachoval náhrobní renesanční epitaf z červeného mramoru, který dali zhotovit jeho synové.